# Schendyla monodi
Schendyla monodi is een duizendpotensoort uit de familie van de Schendylidae. De wetenschappelijke naam van de soort is voor het eerst geldig gepubliceerd in 1924 door Brolemann.